# 줄무늬얼굴두나트
줄무늬얼굴두나트(Sminthopsis macroura)는 주머니고양이목 주머니고양이과에 속하는 유대류의 일종이다. 작은 야행성 동물로 오스트레일리아 중부와 북부의 대부분 지역에 분포하며, 건조 및 반건조 서식지에서 발견된다. 넓은 분포 지역을 갖지만 뉴사우스웨일스 주 서부 지역을 포함하여 오스트레일리아 전역에 걸쳐 개체군이 감소 추세에 있다. 이와 같은 감소 추세는 진행중인 여러 위협 요인 때문이지만, 주로 서식지 질 저하때문이다. 뉴사우스웨일스 환경 및 유산 보호청은 이 종을 멸종취약종으로 분류하고 있다. 1999년 환경보호 및 생물다양성 보존 조례(EPBC Act)는 목록에 등재하고 있지 않으며, 국제 자연 보전 연맹(IUCN)은 관심대상종으로 분류하고 있다.

## 아종
최근 유전학 연구 결과에 의하면, 줄무늬얼굴두나트는 사실상 세 종이며 분기된 지 수백만 년 이상 지났다는 사실을 발견했다. 그러나 구별하기 어려우며, 하나의 단일종으로 취급하는 경향이 있다.
3종의 아종이 알려져 있다.
- Sminthopsis macroura macroura - 오스트레일리아 중부, 동부 서부.
- Sminthopsis macroura stalkeri - 오스트레일리아 중부 북부.
- Sminthopsis macroura froggatti - 킴벌리 지역.[6]

## 특징
줄무늬얼굴두나트의 평균 몸길이는 주둥이 끝부터 꼬리 끝까지 155~198mm이며, 주둥이부터 항문까지 거리는 75~98mm, 꼬리 길이는 80~100mm이고 귀 길이는 17~18mm이다. 몸무게는 15~25g 사이로 다양하다. 상체는 연한 회색-갈색을 띠며, 주둥이 끝부터 귀 사이까지 얼굴 앞 쪽으로 뚜렸한 검은 줄무늬가 있고, 귀는 다른 두나트 종들보다 약간 더 검다. 하체와 발 쪽은 희다. 꼬리는 보통 통통하며, 기부 쪽은 넓고 꼬리 쪽으로 갈수록 좁아지고 꼬리 끝 쪽으로 털이 뻗어서 나 있다.
이마의 검은줄무늬때문에 유사종 살찐꼬리두나트(S. crassicaudara)과 구별할 수 있으며, 부분적으로 줄리아크릭두나트(S. douglasi)를 닮았다. 줄리아크릭두나트가 줄무늬얼굴두나트보다 2~3배 무겁지만, 몸길이는 100~135mm로 약간 더 길다.
최대 수명은 포획된 사육 상태에서 4.9년이다.

## 분포 및 서식지
줄무늬얼굴두너트는 필바라부터 노던 준주의 중부 지역과 퀸즐랜드 주의 서부와 중부 지역 그리고 남쪽으로 사우스오스트레일리아 주의 북부-동부 지역부터 뉴사우스웨일스 주의 서부 지역까지 오스트레일리아 중부와 북부 지역에 넓게 분포한다.